# Issa Pointer
Pour les articles homonymes, voir Pointer.
 (mars 2018).
Si vous disposez d'ouvrages ou d'articles de référence ou si vous connaissez des sites web de qualité traitant du thème abordé ici, merci de compléter l'article en donnant les références utiles à sa vérifiabilité et en les liant à la section « Notes et références ».
Issa Pointer est une chanteuse américaine de pop et rhythm and blues née en 1978, en Californie aux États-Unis. Elle est connue comme étant une membre du groupe vocal The Pointer Sisters. Elle est la fille de Ruth Pointer, également membre du même groupe et de Dennis Edwards ancien membre du groupe The Temptations.